# Краљевина Египат
Краљевина Египат (арап. المملكة المصرية, المملكه المصريه) је била независна египатска држава под династијом Мухамед Али од 1922. године потписивањем унилатералне декларација о египатској независности од Уједињеног Краљевства. После Англо-египатског споразума 1926. године краљевина постаје номинално независна, јер су Британци задржали контролу спољашњих односа, комуникације, војску и Англо-египатски Судан. Између 1936. и 1952. Британци су задржали своје војно присуство и политичке саветнике, али на смањеном нивоу. 
Правни статус Египта је био веома компликован, због де факто отцепљења од Османског царства 1805, и британске окупације 1882, и трансформацију у султанат и британски протекторат 1914. Када је промењен статус Египта из султаната у краљевину, Фуад I је променио своју титулу у краљ.

## Настанак
Националистички покрет у Египту је током Првог светског рата мировао очекујући да ће Британија по окончању сукоба признати независност Египта. Националистичка "делегација" Вафд је пре почетка мировних преговора у Паризу вршила притисак на Лондон да призна независност Египта. Британци су на то одговорили хапшењем Саад Заглул-паше, вође покрета. У Египту избија устанак 1919. године. Револуција је угушена у крви. Међутим, немири су настављени. Плашећи се потпуног губитка контроле, Велика Британија је приморана да 28. фебруара 1922. године формално призна Египту независност. Круном се окитио Фуад, последњи потомак Мухамеда Алија. Тиме је Мухамедова династија настављена.

## Историја
За независност Египћани су платили велику цену. Велика Британија је задржала контролу над војском, полицијом и Суецким каналом. Први устав донет је 1923. године и остављао је краљу широка овлашћења као што је нпр. право распуштања Народне скупштине. Краљ се овим правом користио више пута. Током постојања Краљевине, скупштина је распуштана 10 пута. Године 1925. поред британске је формирана и египатска војска која је 1928. године бројала 11.400 људи. Врховни командант био је краљ, али је британски генерал управљао војском као раније сирдар. Заглулова делегација претворила се у праву политичку партију и тиме постала трећи главни актер на сцени британске "либералне" епохе. Период од 1922. до 1952. године представља период тзв. "либералног" Египта.
Године 1928. настаје верска организација "Муслиманска браћа". Основао ју је млади наставник Хасан ел Бана. Порука Муслиманске браће била је једноставна: треба, пре свега, обновити ислам на пољу духовне праксе и начинити од њега аутентично надахнуће живота верника. Духовна и обичајна реформа временом ће довести до темељног преображаја исламског друштва, најпре у Египту, а касније и у целом муслиманском свету. Организација је веома брзо ширила међу народом због тога што су њени чланови помагали болнице, јавне радове, а учествовали су као посебна армија у Другом светском рату.
Под све већим притиском египатског народа за пуном независношћу, 1926. године је са Британијом потписан споразум у Лондону којим је окончана британска војна окупација. Око 10.000 британских војника остало је да чува Суецки канал, британски посед. Британски комесар замењен је амбасадором, а Египат је примљен у Друштво народа (1937).
Краљ Фарук, наследник Фуада, настојао је да Египат потпуно осамостали од британског утицаја. Током Другог светског рата испољавао је отворене симпатије према силама Осовине (Италијом и Немачком) како би исказао антибритански став. Британија је на то одговорила нападом тенковима на Египат. Под претњом принудне абдикације, краљ је попустио. Египат је био стратегијска база од изузетног значаја за Савезнике у Другом светском рату. Омогућавао је постојање савезничких снага на Средоземном мору, а и кидао је италијанске везе са својим колонијама у Африци. Због тога су британске снаге браниле Египат од напада италијанско-немачке војске 1940. и 1942. године. Дипломатски односи између Египта и СССР-а постављени су 1944. године. У септембру исте године, у Каиру су постављене основе Арапске лиге. Египатска влада објавила је рат Немачкој и Јапану 24. фебруара 1945. године, али египатска војска није учествовала у ратним операцијама.

## Крај
Након 1945. године Египат запада у тешку економску кризу. Све већи отпор египатског народа приморао је Британце да 1946. године повуче своје трупе из Каира, Александрије и из делте Нила. Израелско-арапски рат избио је 1948. године. Египат је учествовао на страни арапске коалиције против Израела. Египатска војска тучена је због застарелог наоружања и бројчане слабости. Све то је изазивало велико незадовољство код народа. То је довело до стварања револуционарних трупа. Током или ускоро након Другог светског рата, формирано је друштво Слободних официра. Чинили су га најважнији протагонисти будуће историје Египта: Гамал Абдел Насер, Анвар ел Садат, Абдулхаким Амер и други. Друштво Слободних официра је 23. јула 1952. године извршило успешан државни удар. Владар је принуђен на изгнанство иако је Република проглашена годину дана касније. За првог председника Републике проглашен је Мухамед Нагиб. Потпомогнути Нагибом, војници преузимају власт. Републикански Египат је постао водећа држава у арапском свету.